# Modryń-Kolonia
Modryń-Kolonia [pronunciación en polaco: /ˈmɔdrɨɲ kɔˈlɔɲa/] es un pueblo ubicado en el distrito administrativo de Gmina Mircze, dentro del Condado de Hrubieszów, Voivodato de Lublin, en Polonia oriental, cercano a la frontera con Ucrania. Se encuentra aproximadamente a 4 kilómetros al noroeste de Mircze, a 17 kilómetros al sur de Hrubieszów, y a 112 kilómetros al sureste de la capital regional Lublin.
El pueblo tiene una población de 400 habitantes.